# Lední hokej na Zimních olympijských hrách 1998
Hokejové soutěže mužů a žen na Zimních olympijských hrách v Naganu se konaly ve dnech 7. až 22. února 1998. O dvě sady medailí se hrálo v halách The Big Hat a Aqua Wing Arena. Turnaje, který byl premiérou ženského ledního hokeje na zimní olympiádě, se zúčastnilo 14 mužských a 8 ženských týmů. Poprvé v historii se turnaje zúčastnili také hráči NHL, jejíž průběh byl v době konání olympiády přerušen.

## Medailové pořadí zemí
| Pořadí | Země                         | Zlato | Stříbro | Bronz | Celkově |
| ------ | ---------------------------- | ----- | ------- | ----- | ------- |
| 1.     | Česko (CZE)                  | 1     | 0       | 0     | 1       |
| 2.     | Spojené státy americké (USA) | 1     | 0       | 0     | 1       |
| 3.     | Kanada (CAN)                 | 0     | 1       | 0     | 1       |
| 4.     | Rusko (RUS)                  | 0     | 1       | 0     | 1       |
| 5.     | Finsko (FIN)                 | 0     | 0       | 2     | 2       |
|        | Celkem                       | 2     | 2       | 2     | 6       |

## Medailisté
| Disciplína  | Zlato | Stříbro | Bronz |
| ----------- | --- | --- | --- |
| turnaj muži | Česko (CZE) · Josef Beránek · Jan Čaloun · Roman Čechmánek · Jiří Dopita · Roman Hamrlík · Dominik Hašek · Milan Hejduk · Milan Hnilička · Jaromír Jágr · František Kučera · Robert Lang · David Moravec · Pavel Patera · Libor Procházka · Martin Procházka · Robert Reichel · Martin Ručinský · Vladimír Růžička · Martin Straka · Petr Svoboda · Jiří Šlégr · Richard Šmehlík · Jaroslav Špaček          | Rusko (RUS) · Pavel Bure · Valerij Bure · Sergej Fjodorov · Sergej Gončar · Alexej Gusarov · Alexej Jašin · Dmitrij Juškevič · Valerij Kamenskij · Darjus Kasparajtis · Andrej Kovalenko · Igor Kravčuk · Sergej Krivokrasov · Boris Mironov · Dmitrij Mironov · Alexej Morozov · Sergej Němčinov · Oleg Ševcov · Michail Štalenkov · German Titov · Andrej Trefilov · Valerij Zelepukin · Alexej Žamnov · Alexej Žitnik     | Finsko (FIN) · Aki Berg · Tuomas Grönman · Raimo Helminen · Sami Kapanen · Saku Koivu · Jari Kurri · Janne Laukkanen · Jere Lehtinen · Juha Lind · Jyrki Lumme · Jarmo Myllys · Mika Nieminen · Janne Niinimaa · Teppo Numminen · Ville Peltonen · Kimmo Rintanen · Teemu Selänne · Ari Sulander · Jukka Tammi · Kimmo Timonen · Antti Törmänen · Juha Ylönen |
| turnaj ženy | Spojené státy americké (USA) · Chris Baileyová · Laurie Bakerová · Alana Blahoskiová · Lisa Brownová · Karyn Byeová · Collen Coyneová · Sara De Costaová · Tricia Dunnová · Cammi Granatová · Katie Kingová · Shelley Looneyová · Sue Merzová · A. J. Mleczkoová · Tara Mounseyová · Vicky Movessianová · Angela Ruggieroová · Jenny Schmidgallová · Sarah Tuetingová · Gretchen Ulionová · Sandra Whyteová | Kanada (CAN) · Jennifer Botterillová · Therese Brissonová · Cassie Campbellová · Judy Diducková · Nancy Drolettová · Lori Dupuisová · Danielle Goyetteová · Geraldine Heaneyová · Jayna Heffordová · Becke Kallarová · France St. Louisová · Kathy McCormacková · Karen Nystromová · Leslie Reddonová · Manon Rhéaumeová · Laura Schulerová · Fiona Smithová · Vicky Sunoharaová · Hayley Wickenheiserová · Stacey Wilsonová | Finsko (FIN) · Kirsti Hänninenová · Satu Huotariová · Johanna Ikonenová · Sari Krooksová · Emma Laaksonenová · Sanna Lankosaariová · Marika Lehtimäkiová · Katja Lehtoová · Marja-Helena Pälviläová · Tuula Puputtiová · Karolina Rantamäkiová · Tiia Reimaová · Katja Riipiová · Päivi Saloová · Lisa-Maria Snecková · Petra Vaarakallioová                  |

## Muži
Vítězem mužského turnaje se stal tým Česka, stříbrnou medaili získalo mužstvo Ruska a na třetím místě se umístila finská reprezentace.

## Ženy
Vítězem ženského turnaje se stal tým USA, stříbrnou medaili získalo družstvo Kanady a na třetím místě se umístila finská reprezentace.